# Marsdenia tingens
Marsdenia tingens är en oleanderväxtart som först beskrevs av William Roxburgh, och fick sitt nu gällande namn av P.I. Forster. Marsdenia tingens ingår i släktet Marsdenia och familjen oleanderväxter. Inga underarter finns listade i Catalogue of Life.